# Stopwatch

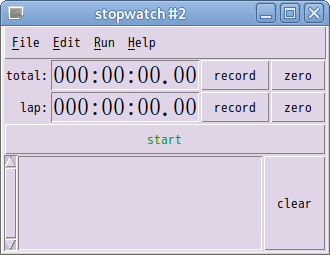
This is a screenshot of software applet "Stopwatch".

Stopwatch（ストップウォッチ）はその名の通り、実際のストップウォッチのように手での操作で計時を可能にするデスクトップ用のアプレットである。また、カウントダウン用のタイマーとしても使用できる。

## 概要
ストップウォッチはミリ秒単位の精度を持ち、測定可能な時間にシステム上の制限はない。ストップウォッチは、UNIX や Windows、MacOS上で動作する。通常、ストップウォッチはスタンドアロンのプログラムとして動作します。また、Tcl プラグインがあれば、ブラウザ上でも動作させることができる。
Tk 8.3 以降のバージョンをサポートすればどのようなシステムでも動作する。

## ライセンス
これは無料で利用できるソフトウェアである。アメリカ国立標準技術研究所（NIST）が開発し、パブリック・ドメインで公開している。Linuxディストリビューションは、それぞれのバイナリパッケージを配布している。
NIST が開発したソフトウェアは、NIST が公共サービスの一環として提供しているものである。任意の媒体で使用、複製、配布することができるが、その場合はこの通知を全て完全な形で保持しておくことが条件である。ユーザーは、本ソフトウェアまたは本ソフトウェアのどの部分でも改良や改変、二次的著作物を作成することができ、複製物をコピーして配布することができる。複製物を変更した場合は、ソフトウェアを変更したことを明記し、変更の日付と内容を明記する必要がある。そしてそのソフトウェアの出典が、国立標準技術研究所であることを明示的に承認しなくてはいけない。

## 関連リンク
- アメリカ国立標準技術研究所（NIST）